# ＃MeToo

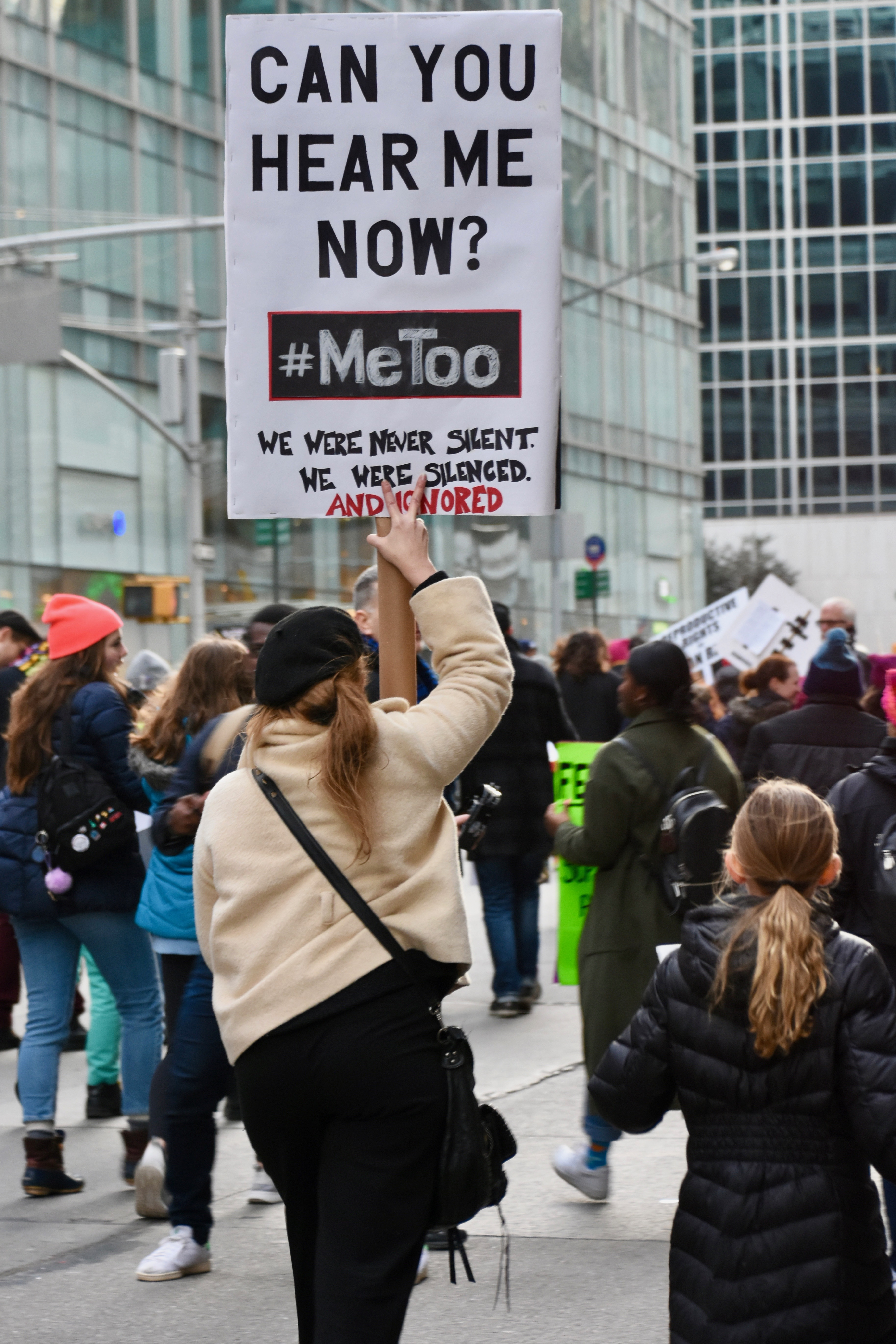
纽约街頭上出現的#MeToo抗議標語

#我也是是2017年10月哈维·韦恩斯坦性骚扰事件后在社交媒体上广泛传播的一个主题标签，用于谴责性侵犯与性骚扰行为。社会运动人士塔拉纳·伯克在此之前数年便开始使用这一短语，后经女演员艾莉莎·米兰诺的传播而广为人知。米兰诺鼓励女性在推特上公开被侵犯的经历，以使人们能认识到这些行为的普遍性。自此之后，数百万人使用了这一标签来公开她们的不快经历，其中也包括许多知名人士。

## 起源
社会活动人士与社区组织者塔拉纳·伯克于2006年在上最早使用了“我也是（Me Too）”这一短语。当时伯克发起了一场草根运动，在被性侵犯的有色人种、特别是底层女性中推广“用同理心实现赋权”（empowerment through empathy），而“我也是”便是这场运动的一部分。目前伯克正在制作一部名为《我也是》的纪录片。她提到，那时有一位13岁的少女向她倾诉曾遭受的性侵犯，而她当时不知该如何回应。这一经历启发她开始使用“我也是”一词，她说她希望当时能用这个词来回应那位少女。
2017年10月15日，女演员艾莉莎·米兰诺在推特上鼓励女性尽可能地传播这个词，使人们能意识到该问题的严重性与普通性。当时她写到：“如果所有被性骚扰或侵犯过的女性都能发一条‘我也是’的状态，那人们或许能认识到这个问题的重要性。”米兰诺后来提到她是受到了伯克的启发，还说伯克的故事“感人至深、鼓舞人心”。

## 影响
仅10月15日“#我也是”就在推特上出现了超过20万次，到次日更是超过了50万次。而脸书上，最初的24小时内就有470万人在1200万条状态中提到了该标签。据脸书统计，45%的美国用户至少有一个朋友发布了带该标签的状态。
有数以万计的女性回覆了米兰诺的推特，其中包括：
- 派翠西亞·艾奎特[19]
- 索拉·伯奇[20]
- 碧玉[21][22]
- 格蕾琴·卡尔森（英语：Gretchen Carlson）[2]
- 巴里·克里明斯（英语：Barry Crimmins）[19]
- 贝萨妮·科森蒂诺（英语：Best Coast）[23]
- 雪瑞兒·可洛[6]
- 维尔·达斯（英语：Vir Das）[24]
- 薇拉·戴維絲[6]
- 金姆娅·道森（英语：Kimya Dawson）[25]
- 蘿莎瑞·道森[6]
- 费利西娅·德（英语：Felicia Day）[21]
- 艾倫·狄珍妮[26]
- 劳拉·德雷富斯（英语：Laura Dreyfuss）[27]
- 玛丽卡·杜阿（英语：Mallika Dua）[24]
- 尼基·杜博斯（英语：Nikki DuBose）[12]
- 赛迪·杜普伊斯（英语：Sadie Dupuis）[23]
- 艾美利卡·弗瑞娜[28][29]
- 女神卡卡[6]
- 伊拉娜·格雷泽（英语：Ilana Glazer）[21]
- 海瑟·葛拉罕[21]
- 莎拉·海兰[6]
- 露比·考尔（英语：Rupi Kaur）[30]
- 马恩·莱文（英语：Marne Levine）[31]
- 莫妮卡·陸文斯基[32]
- 刘逸云[33]
- 梅兰妮·林斯基[21]
- 麦琪拉·玛隆妮[6][34][35]
- 玛丽·麦特琳[36]
- 黛博拉·梅辛[1]
- 莱恩·摩尔（英语：Lane Moore）[25]
- 哈维尔·穆尼奥斯（英语：Javier Muñoz (actor)）[1]
- 阿什莉·默里（英语：Ashleigh Murray）[37]
- 安娜·派昆[1]
- 宝蕾·佩雷特（英语：Pauley Perrette）[37]
- 克莉絲汀·派瑞[23]
- 贝茜·菲利普斯（英语：Busy Philipps）[6]
- 艾蜜莉·瑞特考斯基[31]
- 莫利·林沃德[21]
- 阿尼卡·诺尼·罗斯（英语：Anika Noni Rose）[38]
- 珍妮·斯蕾特[21]
- 蓋柏莉·尤恩[2][39]
- 杰西卡·瓦伦蒂（英语：Jessica Valenti）[30]
- 伊莉莎白·華倫[30][40]
- 伊雯·瑞秋·伍德[6]
- 瑞絲·薇斯朋[41]

此外，泰瑞·克鲁斯、詹姆士·范·德·比克、布蘭登‧費雪等男性亦表示他们同样有过被性骚扰的经历。而另一些男性则通过标签“我会如何改变”（HowIWillChange）来承认他们有过对女性的无礼行为。同时，伊丽莎白·普兰克则创造了标签“然而他”（HimThough）。
除好莱坞之外，“我也是”宣言还引发了音乐界、科学界、学术界、政界等各个领域对性骚扰与性虐待的广泛讨论。如在音乐圈中，乐团Veruca Salt使用该标签指控詹姆斯·托贝克的性骚扰行径，而爱丽丝·格拉斯则声称她原先在音乐组合水晶城堡的同伴伊森·凯斯对其有侵犯行为。
加利福尼亚州、伊利诺伊州、俄勒冈州与罗德岛州的州议会分别回应了在竞选中出现的性骚扰指控。一些政界女性则讲述了她们遭遇过的性骚扰，其中包括联邦参议员海迪·海特坎普、广野庆子、克蕾儿·麦卡斯基与伊莉莎白·華倫。联邦众议员杰基·斯贝尔则发起了一项提案，旨在简化国会中告发性骚扰的流程。
2017年11月12日，数百人在好莱坞参与了“还我职场游行”（Take Back the Workplace March）与“#我也是幸存者游行”（#MeToo Survivors March），以抗议性侵犯行为。
11月16日，纽约州联邦参议员陆天娜在被问到总统唐纳德·特朗普、前总统比尔·克林顿、参议员艾尔·弗兰肯以及罗伊·摩尔等政界人物被指控有不当行为时，特别提到了“我也是”运动。

## 國際反應
此一標籤已在全球最少85個國家中使用，包括印度、巴基斯坦和英國。法国則出現了這一短語的變種——「BalanceTonPorc」（直譯為「揭发你的色猪」），用以鼓勵用戶對外公開涉嫌性侵犯與性騷擾者的姓名。「#我也是」對應的西班牙語为「#YoTambién」；加拿大法語地區則以「#MoiAussi」这一標籤參與这场運動。以色列當地的同意標籤為以希伯來語寫成的「גםאנחנו#」（#我们也是），其在2017年10月18日因登上當地報紙《新新聞報》而开始流行。
在欧洲议会与欧盟布鲁塞尔办公室发生的骚扰行为被爆出后，欧洲议会召开了一次会议以回应“我也是”运动。欧盟贸易专员塞西莉亚·马尔姆斯特伦特别提到了该标签是召开此次会议的原因。在英国，内阁办公厅启动了一项对保守黨籍下议院议员马克·加尼尔的调查。加尼尔被指控让其秘书帮他的妻子与情妇购买情趣用品。

## #HimToo
隨著#MeToo運動的流行，相關的主題標籤#HimToo跟著出現。即使最早可以追溯到2015年，而且最初是和政治或非正式的信息相關，#HimToo在2017年得到了與#MeToo有關連的新意義，用於強調性騷擾和性虐待中的男性受害者，而其他人用它來強調男性罪犯。在2018年九月和十月，美國最高法院的布雷特·卡瓦諾提名期間的性侵犯指控發出之時，#HimToo變成被卡瓦諾的支持者使用，和用於強調被謊報性侵所害的男性受害者。

## 批评
有批评意见称这一标签让被性骚扰与性侵犯的受害者负起了将这些行为公开化的责任，而这可能会使受害者再度遭到心理创伤。还有意见则称这个标签只是简单地激起了愤怒，使人们无法进行有更有意义的交流。伯克最初批评这项运动忽视了黑人女性为针对性骚扰问题所做的工作。不过，她还是向参与该运动的人们致敬，并对米兰诺能认可她发起的类似运动表达了赞许。

### 意圖不明
一些女權主義者和女性抨擊了這個運動。
關於這個運動是要改變全部或是一部分的男性，還有什麼行動才是這個運動的行為目標有些爭論。另外一些女性指出#MeToo應該只用於檢驗最糟糕的侵犯類型，以避免將所有男性分類成犯罪者，或是造成大眾對問題的麻木。

### 矯枉過正
一名律師和獲獎記者理查德·阿克蘭敘述對誹謗的反應會導致「令人窒息的訴訟漩渦」。
言論提到這些不論嚴酷與否的結果，實際上是被允許的不當行為特例。有一個特別引發兩派爭論的故事在2018年1月18日刊載於Babe.net，一名匿名者控訴她和阿茲·安薩里的約會細節並發生了性侵犯。吉兒·菲利波維奇在衛報的文章中寫道：「我們發表一個舉止惡劣之男的轟動故事只是時間的問題，但仍然不是一次性侵犯。」
一些演員曾為了這個運動的擁護者不區分不同等級的性侵犯而警告他們。麥特·戴蒙曾經在採訪中為這個現象做出批評，而隨後道歉，說：「給男人和年輕人的明白信息是，拒絕它。因為如果你替你做過的事承擔責任，你的人生將會被摧毀。」隨後連恩·尼遜發表意見指出，一些被指控的男性，包含加里森·凱勒和達斯汀·霍夫曼，被不公平地對待。亨利·卡维尔在接受《GQ》杂志采访时提到恐怕在#MeToo潮流下，“男人追求女人，其实是一件很美妙的事情，这其实也是一种传统方式，挺不错的。女人应当被追求，也许我太老派了，才会这么想。……我担心在#MeToo潮流下，男人恐怕不敢这么做了，因为怕被当成强奸犯看。”此言一出立即引发社交媒体争论，卡维尔随后就其言论做出了公开道歉。
2019年的LeanIn.Org與SurveyMonkey調查顯示，百分之六十的男性經理回答他們在工作場所教導女性、與女性進行社交，以及和女性一對一會面時，感到“太過於緊張”。根据彭博新闻社报道，华尔街的男性管理人员因为惧怕被指控性骚扰，开始流行“彭斯规则”（Pence rule，也称“葛培理规则”），即尽一切可能避免与女性相处。《石英财经网》也报道因为#MeToo运动在韩国企业中出现也导致“彭斯规则”的盛行，导致男性员工宁可用依赖短信和电子邮件也不愿和女性同事面对面直接交流。雪莉·桑德伯格为此声明担心女性会因此无法接触导师而失去事业升迁的机会，并发起#MentorHer运动呼吁职场男性不要因为惧怕性侵指控而疏远女性。
2019年在由愛思唯爾出版的期刊《組織動態》研究顯示，男人們顯著地更不願意與他們的女性同事互動了。例子包含百分之二十七的男人避免與女性同事進行一對一會面，百分之二十一的男人說他們不願意在需要近距離接觸（例如出差）的職位雇用女性，還有百分之十九的男人不願意雇用外貌出眾的女性。

### 事實查核
有關控訴者在事實查核之前都應該被相信的部份引發了討論。有些人疑惑被控訴者是否在經過正當法律程序確認他們的罪行之前就先被公開了。
許多評論家指出謊報性侵的數量被高估了，引述美國司法部和其他組織的數據評估出謊報性侵大約有2-10%。包含男孩的母親在內許多女性使用#ProtectOurBoys來譴責她们所认为的謊報性侵案件。
2017年11月30日，伊吉歐瑪·歐路歐展示了她從今日美國收到的內容，要求她寫出一篇正當法律程序對性侵犯指控是不必要的爭論。她拒絕了，表示：「我理所當然相信正當法律程序」，並寫下要求她「成為他們的稻草人」的信件是虛偽的。
2018年9月21日，唐納·川普控訴凱瑞斯汀·布萊西·福特編造她對美國現任最高法院大法官布雷特·卡瓦諾的指控，表示如果她的故事是真的，她會在這件事發生的時候就對他提出報告。這是一種對#MeToo運動和自稱的性侵害受害者等人的常見爭論。
2018年10月11日，美國總統唐納·川普的妻子梅蘭妮亞·川普表示，對男人提出性虐待告訴的女人應該要有支持他們主張的確實證據。

### 過度強調個案
#MeToo運動因為將過多公眾注意力放在被控告性侵犯的特定個人，而非討論能幫助現在正遭受性虐待之人的政策或制度規範而飽受批評。